# أغنيس بينيت
أغنيس بينيت (بالإنجليزية: Agnes Elizabeth Lloyd Bennett)‏ هي طبيبة نيوزيلندية، ولدت في 24 يونيو 1872، وتوفيت في 27 نوفمبر 1960.